# Charles Taylor (filosofo)
Charles Margrave Taylor (Montréal, 5 novembre 1931) è un filosofo canadese, che si è interessato soprattutto alla filosofia politica e alla filosofia delle scienze sociali, oltre che alla storia della filosofia. I suoi maggiori contributi riguardano le aree del comunitarismo, cosmopolitismo e i rapporti tra religione e modernità – in particolare la tematica della secolarizzazione.
È membro dell'American Academy of Arts and Sciences, della Royal Society of Canada e del National Order of Quebec.

## Biografia
Dopo aver conseguito un Bachelor of Arts in Storia nel 1952 presso la McGill University, proseguì gli studi all'Università di Oxford, dapprima presso il Balliol College (conseguendo un BA in Filosofia, Politica ed Economia nel 1955), e in seguito sotto la supervisione di Isaiah Berlin e Elizabeth Anscombe. Ottenne il dottorato in Filosofia nel 1961.
Insegnò quindi Teoria sociale e politica presso la stessa università, come membro dell'All Souls College. Fu poi per molti anni docente di Scienze politiche e Filosofia alla McGill University di Montreal, dove ora è professore emerito.
Taylor fu candidato dal partito socialdemocratico New Democratic Party alle elezioni distrettuali di Mount Royal in tre occasioni negli anni sessanta. Partecipò anche alle elezioni federali canadesi del 1965, sconfitto dal futuro primo ministro Pierre Trudeau, in una campagna elettorale che suscitò grande attenzione, per la partecipazione di due intellettuali piuttosto famosi. Anche nel 1968 tentò di entrare nella Camera dei Comuni canadese.

## Posizioni filosofiche

### La critica comunitaria del liberalismo
Nella sua Massey Lecture del 1991, Il disagio della modernità, Taylor si concentrò su quelli che riteneva i principali problemi delle società moderne. Affermò, in particolare, che la tradizionale tematizzazione dell'identità individuale, propria del liberalismo, è troppo astratta, monodimensionale, e strumentalista. I teorici del liberalismo, da John Locke ai più moderni John Rawls e Ronald Dworkin, avrebbero a suo giudizio ignorato i legami dell'individuo con la comunità e con gli «altri importanti» (secondo la terminologia di George Herbert Mead). Una visione più realistica del sé dovrebbe riconoscere quelli che Taylor chiama gli «orizzonti di significato» (con termine tratto da Hans-Georg Gadamer), il contesto di relazioni sociali e dialogiche con gli altri, all'interno delle quali acquisiscono importanza e significato le scelte etiche. Senza il riconoscimento di tale contesto – effettuato dal comunitarismo –, le scelte della vita sono suscettibili alla perdita di significato, in quanto dotate di uguale valore.

## Opere scelte
- The Explanation of Behavior, 1964
- Hegel, 1975
- Hegel and Modern Society, 1979 (trad. it. Hegel e la società moderna, Il Mulino, Bologna 1984).
- Philosophical Papers, 2 voll., 1985
- Sources of the Self: The Making of Modern Identity, Harvard University Press 1989 (trad. it. Radici dell'io, Feltrinelli, Milano 1993)
- The Malaise of Modernity, 1992, versione pubblicata della Massey Lecture tenuta da Taylor nel 1991 (trad. it. Il disagio della modernità, Laterza, Roma-Bari 1993). Ripubblicata negli USA come The Ethics of Authenticity, Harvard University Press
- Multiculturalism: Examining The Politics of Recognition (con Jürgen Habermas), 1994 (trad. it. Multiculturalismo. Lotte per il riconoscimento, Feltrinelli, Milano 2001).
- Philosophical Arguments, Harvard University Press 1995
- A Catholic Modernity?, 1999
- Varieties of Religion Today: William James Revisited, Harvard University Press 2002
- Modern Social Imaginaries, 2004 (trad. it. Gli immaginari sociali moderni, Meltemi, Roma 2004)
- A Secular Age, Harvard University Press 2007 (trad. it. L'età secolare, Feltrinelli, Milano 2009)